# M.I.A.
馬森吉·「瑪雅」·阿拉爾普瑞蓋薩姆，MBE（英語：Mathangi "Maya" Arulpragasam，1975年7月18日—），藝名M.I.A.，英國創作歌手、饒舌歌手及音樂製作人。生於英國米徹姆。
M.I.A. 於2000年在西倫敦從事視覺藝術，製片及設計師工作。她於2002年展開了其音樂製作工作，之後於2004年憑單曲Sunshowers及Galang登上加拿大及英國的排行榜並登上美國 Billboard Hot Dance Singles Sales 的第11位。
M.I.A.曾獲奧斯卡最佳原創歌曲、三項格林美及Mercury Prize提名。亦曾入選Time100及Rolling Stone Best of the Decade。
M.I.A.的首張和第二張專輯Arular及Kala分別發表於2005及2007年，兩張專輯都得到了大部份評論的肯定。收錄於Kala的Paper Planes更於Billboard Hot 100 中登上第4位。第三張專輯 Maya 於2010年隨受爭議的Born Free音樂短片後發表，Maya 登上了 Billboard 200 的第9位。
M.I.A.為其唱片公司N.E.E.T.的創辦人。第四張專輯Matangi 於2013年發表，第五張專輯 AIM 發表於2016年。

## 專輯
- 2005年：Arular
- 2007年：Kala
- 2010年：Maya
- 2013年: Matangi
- 2016年：AIM
- 2022年: MATA